# Officiële ontwikkelingshulp
Officiële ontwikkelingshulp (Engels: Official Development Assistance, ODA) is de overdracht van leningen en giften van overheden naar ontwikkelingslanden.
De OESO (Organisatie voor Economische Samenwerking en Ontwikkeling) houdt jaarlijks bij hoeveel ODA landen verstrekken, en hoe de ODA wordt uitgegeven. Deze taak is in handen van de Commissie voor Ontwikkelingssamenwerking (DAC, Development Assistance Committee) van de OESO. De DAC brengt elk jaar het Rapport Ontwikkelingssamenwerking (Development Co-operation Report) uit. Dit is een kernrapport met statistieken en analyses over ontwikkelingen in de internationale ontwikkelingshulp.

## Criteria
Niet alle overdrachten aan ontwikkelingslanden worden tot officiële ontwikkelingshulp gerekend. De OESO heeft hiervoor de volgende criteria opgesteld:
- De overdracht wordt gedaan door de overheid. Dat betekent dat ontwikkelingshulp van bijvoorbeeld particulieren, bedrijven of ontwikkelingsorganisaties niet tot ODA wordt gerekend.
- De overdracht is bedoeld om economische ontwikkeling en het welzijn te bevorderen.
- De overdracht betreft een schenking of een ‘zachte’ lening. Een lening is zacht wanneer hij een schenkingsdeel heeft van minstens 25 procent. De zachtheid wordt verder bepaald door de looptijd en de duur van de aflossingsvrije periode.
- Ook technische assistentie mag tot ODA worden gerekend. Technische assistentie is kennisoverdracht aan ontwikkelingslanden. Onder technische assistentie vallen onderwijs aan burgers uit ontwikkelingslanden, en betalingen aan consultants, adviseurs en ander personeel uit donorlanden, die in ontwikkelingslanden werken.

Giften en leningen voor militaire doelen vallen niet onder Officiële Ontwikkelingshulp. Datzelfde geldt voor betalingen aan individuele personen.

## ODA-ontvangers
ODA-ontvangers zijn ontwikkelingslanden en multilaterale instellingen. De DAC stelt een lijst samen van landen die kwalificeren als ontwikkelingsland, de zogenaamde DAC-lijst van ODA-ontvangers. De DAC categoriseert landen daartoe in drie inkomensgroepen. Deze indeling geschiedt op basis van gegevens van de Wereldbank over het BNP, het Bruto Nationaal Product van landen. De DAC stelt bovendien een inkomensplafond vast: landen met een BNP boven dit plafond horen niet thuis op de DAC-lijst. De Minst Ontwikkelde Landen (MOL) vormen een aparte categorie. De lijst van MOL wordt vastgesteld door de Verenigde Naties.
Eens in de drie jaar wordt de DAC-lijst herzien. Een land dat drie opeenvolgende jaren een inkomen heeft dat uitstijgt boven het plafond, wordt van de lijst verwijderd. In 2008 ging circa een derde van de officiële ontwikkelingshulp naar de Minst Ontwikkelde Landen.

## ODA-donoren
ODA-donoren zijn overheden en multilaterale instellingen. De OESO onderscheidt verschillende categorieën van donoren. De belangrijkste categorie zijn de DAC-landen: 22 leden van de OESO, die de zitting hebben in de DAC, de Commissie Ontwikkelingssamenwerking. De DAC-landen zijn Australië, België, Canada, Denemarken, Duitsland, Finland, Frankrijk, Griekenland, Ierland, Italië, Japan, Luxemburg, Nederland, Nieuw-Zeeland, Noorwegen, Oostenrijk, Portugal, Spanje, Verenigd Koninkrijk, Verenigde Staten, Zweden en Zwitserland. Wanneer de OESO jaarcijfers publiceert over de officiële ontwikkelingshulp, dan gaat het over de hulp door DAC-landen.
De OESO verzamelt daarnaast gegevens van een aantal donoren die niet tot de DAC behoren, zoals Turkije, Israël, Thailand, Polen en Tsjechië. Daarnaast verzamelt het gegevens van multilaterale instellingen, zoals de Wereldbank en regionale ontwikkelingsbanken.
De OESO-statistieken geven dus geen volledig beeld van de wereldwijde overheidshulp aan ontwikkelingslanden. Zo verstrekken landen als Rusland, India en China geen officiële gegevens over de ontwikkelingshulp die zij geven. Hun overdrachten aan ontwikkelingslanden blijven dus buiten de statistieken.

## Multilaterale instellingen
Multilaterale instellingen ontvangen contributie van hun leden, die zij op hun beurt weer uitgeven in de vorm van ontwikkelingshulp. Daardoor zijn multilaterale instellingen zowel ontvangers als donoren van ontwikkelingshulp. In de ODA-statistieken komen zij dan ook zowel aan de donor- als aan de ontvangerskant voor.
In de ODA-statistieken worden uitsluitend internationale instellingen vermeld die zich richten op ontwikkeling van arme landen. De instellingen moeten bovendien zijn gevormd uit overheden. Multilaterale instellingen in de DAC-statistieken zijn onder meer de Wereldbank, diverse agentschappen van de Verenigde Naties en regionale ontwikkelingsbanken.

## Overige overdrachten naar ontwikkelingslanden
De OESO verzamelt ook informatie over andere kapitaalstromen naar ontwikkelingslanden.
- Other Official Flows (OOF, Overige Officiële Overdrachten) betreft overdrachten van overheden die niet het predicaat ‘ODA’ krijgen, omdat zij niet aan de criteria voldoen. Het gaat om overdrachten die niet gericht zijn op het bevorderen van sociale en economische ontwikkeling, of om leningen met een schenkingsdeel van minder dan 25%.
- Private Flows (Private Overdrachten) zijn overdrachten van de private sector naar ontwikkelingslanden. Het gaat bijvoorbeeld om directe buitenlandse investeringen, of om schenkingen van ontwikkelingsorganisaties.

## Bestemming van Officiële ontwikkelingshulp
De DAC rapporteert hoe de officiële ontwikkelingshulp wordt besteed. De DAC hanteert daarbij de volgende onderverdeling in sectoren:
- Sociale infrastructuur en dienstverlening (onder meer onderwijs, gezondheid, bevolking en reproductieve rechten, water en sanitatie, overheid en maatschappij)
- Economische infrastructuur en dienstverlening (onder meer transport, energie, communicatie, financiële dienstverlening, handel)
- Productieve sector (onder meer landbouw, industrie, toerisme)
- Multisector (onder meer milieubescherming, plattelandsontwikkeling, stedelijke ontwikkeling)

Niet alle officiële ontwikkelingshulp is direct toe te schrijven aan een sector of doelstelling. Dat geldt bijvoorbeeld voor noodhulp of schenkingen aan maatschappelijke organisaties. De DAC gebruikt de volgende aanvullende categorieën voor niet-sectorspecifieke ontwikkelingshulp:
- Grondstoffen / Algemene Programmasteun (onder meer voedselhulp, begrotingssteun)
- Schulden (onder meer schuldenverlichting, schuldreorganisatie)
- Humanitaire hulp (noodhulp, preventie van rampen)
- Administratieve kosten van donoren
- Steun aan non-gouvernementele organisaties
- Vluchtelingen in donorlanden
- Overig, waaronder draagvlakversterking in donorlanden

## De hoogte van de ODA
In 2008 besteedden de DAC-landen 119,8 miljard dollar aan internationale ontwikkelingshulp. Dit was 10,2% meer dan in 2007. Sinds 2003 vertonen de uitgaven voor ontwikkelingshulp een stijgende lijn, met een piek in 2005 en 2006. Deze piek werd veroorzaakt door sterk verhoogde uitgaven aan schuldenverlichtingsprogramma’s. In 2007 daalden de uitgaven voor schuldenverlichting weer naar het niveau van 2003. Ontwikkelingshulp in de vorm humanitaire hulp, bilaterale hulp en multilaterale hulp bleef een stijgende lijn vertonen.
In absolute zin waren de Verenigde Staten in 2008 de grootste donor, met 26 miljard dollar. De VS werden gevolgd door Duitsland, Verenigd Koninkrijk, Frankrijk en Japan. Nederland stond met 6,99 miljard dollar op de zesde plaats.

## De 0,7% norm
De leden van de OESO spraken in 1970 af om ernaar te streven om 0,7% van hun Bruto Nationaal Product (BNP) te besteden aan ontwikkelingshulp. Dit percentage staat bekend als ‘de OESO-norm’. Het cijfer is gebaseerd op econometrische studies uit de jaren 60 van de vorig eeuw. Deze toonden aan dat er circa 10 miljard dollar per jaar nodig zou zijn om de spaar- en investeringstekorten in ontwikkelingslanden op te heffen. Dat kwam op dat moment overeen met circa 1 procent van het nationale inkomen van rijke landen. De VN ging ervan uit dat circa driekwart daarvan zou bestaan uit bilaterale hulp. Op basis van deze gegevens koos de VN in 1970 voor een norm van 0,7 procent, omdat dit simpel, haalbaar en voldoende leek.
De afspraak beperkt zich tot een inspanningsverplichting. Vijf landen haalden in 2008 de ‘OESO-norm’: Noorwegen, Zweden, Denemarken, Luxemburg en Nederland. De grootste relatieve donor was Noorwegen, dat 0,98% van zijn BNI aan ontwikkelingshulp besteedde. Nederland gaf 0,8% van zijn BNI aan ontwikkelingshulp. De kleinste relatieve donoren waren Japan en de Verenigde Staten, met elk 0,18% van het BNI. De totale officiële ontwikkelingshulp bedraagt 0,3% van het gecombineerde BNI van de DAC-landen.
Tijdens de G8-top in Gleneagles in 2005 sprak de groep van rijkste industrielanden opnieuw af dat ze zich zouden inspannen om de hulpbudgetten te verhogen. In 2010 zou het hulpbudget met 50 miljard dollar moeten zijn verhoogd. De helft daarvan zou bestemd zijn voor Afrika. In 2008 was de hulp aan Afrika met 9 procent gegroeid ten opzichte van 2007. Dit was niet genoeg om de doelstelling in 2010 te halen.
Tot 2012 heeft Nederland zijn toezegging om 0,7 procent van zijn bruto nationaal inkomen (bni) aan officiële ontwikkelingshulp (ODA) te geven, waargemaakt en gehandhaafd. Vanaf 2013 is de Nederlandse hulp onder deze OESO-norm gezakt tot 0,59% in 2020.

## Discussie
Een belangrijk deel van de discussie over hulp spitst zich toe op de vraag of landen de OESO-norm wel halen.
Critici stellen dat de OESO-norm een arbitraire norm is. De norm van zijn oorsprong in berekeningen uit de jaren zestig van de twintigste eeuw, die allang niet meer gelden. Dat betekent dat de norm is gebaseerd op het aanbod van rijke landen, niet op de vraag van arme landen. Dit wekt de valse schijn dat 0,7% van het BNI van rijke landen precies het bedrag oplevert dat nodig is voor de oplossing van het armoedevraagstuk. Critici wijzen er bovendien op dat de norm kan leiden tot bestedingsdwang: wanneer het Nederlands BNI hoger uitvalt dan geraamd, dan kan het ministerie zich genoodzaakt zien om extra geld uit te geven aan ontwikkelingshulp, zonder dat daar deugdelijke projecten en plannen voor zijn.
Voorstanders van de 0,7%-norm wijzen op de, naar hun mening, morele verplichting van rijke landen om een hun solidariteit met het arme deel van de wereld te betuigen. Dat betekent dat zij een deel van hun rijkdom moeten inzetten voor armoedebestrijding. Zij wijzen er bovendien op dat Nederland zich moet houden aan afspraken die het in VN-verband heeft gedaan.